# Kennedy Simmonds

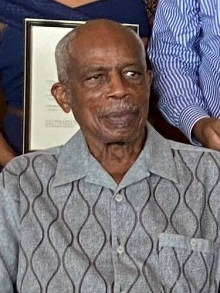
Kennedy Simmonds (2020)

Kennedy Alphonse Simmonds (* 12. April 1936 in Basseterre) ist ein Politiker aus St. Kitts und Nevis.

## Biografie
Simmons, der 1965 Gründungsmitglied der Partei People’s Action Movement (PAM) war, kandidierte drei Mal erfolglos für ein Mandat in der Nationalversammlung. Erst im Januar 1979 wurde er bei einer Nachwahl im Wahlkreis Central Basseterre zum Abgeordneten des Parlaments gewählt. Die Nachwahl wurde notwendig aufgrund des Todes von Premier Robert Bradshaw. Bei den allgemeinen Wahlen vom 18. Februar 1980 konnte er sein Abgeordnetenmandat verteidigen.
Nach der Wahl gelang es ihm, eine Koalitionsregierung aus PAM und der kleineren Nevis Reform Party (NRP) zu bilden und am 21. Februar 1980 selbst Premier zu werden. Die Koalition schlug die St. Kitts and Nevis Labour Party, die 30 Jahre lang die Macht hatte, und alle bisherigen Chefminister und Premiers stellen konnte. In St. Kitts war die Koalition zwar in der Minderheit, da die Labour Party 58 Prozent der Stimmen und vier der sieben Mandate dort gewann. Allerdings verschafften die zwei Abgeordnetensitze der NRP von Nevis der Koalition eine Mehrheit von einer Stimme.
Als Premier führte Simmonds sein Land am 19. September 1983 in die vollständige Souveränität vom Vereinigten Königreich und wurde danach erster Premierminister. Die Opposition, die behauptete, dass Simmonds kein Recht zur Beanspruchung der Unabhängigkeit ohne die Abhaltung neuer Wahlen habe, beklagte außerdem, dass die neue Verfassung Nevis, der kleineren der zwei Inseln, zu viel Einfluss gebe. Simmonds erwiderte, dass der Entwurf der Verfassung, der den Nevisianern „Autonomie über eine Reihe ihrer Angelegenheiten“ gab, gründlich im Vorfeld im Lande diskutiert worden sei. Simmonds pro-wirtschaftliche Regierung plante die Neugestaltung der Landwirtschaft, Stärkung der Kleinindustrie und des Tourismus und suchte mehr Hilfe von den USA.
Bei den Wahlen 1995 verlor die PAM nach fünfzehnjähriger Regierungszeit die Mehrheit. Bei der Wahl verlor auch Premierminister Simmonds sein Mandat in der Nationalversammlung und wurde am 7. Juli 1995 von Denzil Douglas, dem Vorsitzenden der Labour Party, als Premierminister abgelöst.